# Peter Foersom
Peter Thun Foersom (født 20. februar 1777 i Øster Lindet, død 24. januar 1817 i København) var en dansk skuespiller og oversætter. Han var fætter til organisten og komponisten Peter Christian Foersom. Hans far var præst og han selv blev student og kom til København 1793 for at studere videre.
Som så mange andre studerende blev han fanget ind af det muntre liv uden for studierne. Han bestod dog prøverne i filologi og filosofi, men tog ingen embedseksamen. En tid var han medhjælper hos hofboghandler Simon Poulsen, men beskæftigede sig hovedsagelig med at undervise, navnlig i engelsk som dengang ikke havde mange dyrkere i akademiske kredse.

## Skuespilleren
Samtidig begyndte han at spille amatørteater, bl.a. sammen med Adam Oehlenschläger hvis lærer, Michael Rosing, også tog sig af Foersom, og da han var blevet forelsket i en ung, nydelig skuespillerinde, hans senere hustru, gjorde han skridtet fuldt ud og debuterede 18. oktober 1798 som Jacob i Gamle og nye Sæder på Det Kgl. Teater hvor han i 1799 fik fast ansættelse.
Hans evner som skuespiller synes dog at have været begrænsede. Både hans fremtoning og hans stemme var mindre sceneegnede, men han havde dog begejstring, og et ”interessant ansigt”. Peter Foersom lærte med flid, vilje og kundskaber at overvinde sine svagheder. Han beherskede efterhånden nogenlunde sine legemlige mangler, især nogle kantede armbevægelser, og lærte at anvende stemmen således at diktionen blev tydelig, men hans præstationer bar præg af en synlig anstrengelse, der skyldtes hans svage konstitution og tog sig ud som maner. Han bedømmes til at være mere litterært end scenisk begavet.
Dette misforhold mellem hans høje stræben og hans skuespillerevne medførte, at han ikke følte sig lykkelig i sin gerning, som han flere gange søgte at forlade. Når han alligevel nåede en anerkendt position som skuespiller skyldtes det hans store viden og litterære forståelse samt Michael Rosings tiltagende sygdom. De roller som Rosing plejede at spille, overtog Foersom. Det drejer sig om elsker- og helteroller som Balder i Balders Død; Gyldenstjerne i Dyveke; Vandby i Gulddaasen; Grev Gert i Niels Ebbesen; Carl Moor i Røverne; titelrollen i Clavigo og Charles i Bagtalelsens Skole. Også i Oehlenschlägers nordiske tragedier fik Foersom en række hovedroller. Han blev bl.a. den første fremstiller af Olaf i Hakon Jarl, Axel i Axel og Valborg, Angantyr i Stærkodder og Hagbarth i Hagbarth og Signe. Han udførte i alt ca. 200 roller i sin ret korte karriere, som angiveligt ikke tilfredsstillede ham selv.

## Shakespeareoversætteren
Ved siden af skuespillet studerede han derfor ældre og nyere digtning. Bl.a. Ossian og frem for alt Shakespeare. i 1803 indleverede han en oversættelse af Julius Cæsar til teaterdirektionen, der dog ikke turde spille tragedien på grund af dens revolutionære ånd. Foersom fortsatte sine oversættelser af Shakespeares skuespil, som til da aldrig havde været opført i Danmark, og fik bl.a. med Oehlenschlägers hjælp udgivet første bind i 1807. I 1811 udkom andet bind. Derefter kom et 3. og 4. bind og i 1818 efter Foersoms død udkom 5. bind færdiggjort af P.E. Wulff. Man må betænke, at i disse år var der ret megen modvilje mod England på grund af krigene i 1801 og 1807, så det var en svær kamp at få offentliggjort oversættelserne. Indsatsen gav Peter Foersom et navn i litteraturen og bragte ham hans betydeligste sceneopgave, titelrollen i Hamlet, som omsider i 1813 opførtes, som det første skuespil af Shakespeare i Danmark. Både Oehlenschläger og Knud Lyne Rahbek var begejstrede og roste både oversættelsen og Foersoms indsats på scenen. I de næste 4 år spillede han flere shakespeareroller, men han led af dårligt helbred, og døde allerede 1817. Kort før sin død stiftede han 1816 teatrets enke- og børneforsørgelseskasse, som hans egen enke var den første til at nyde godt af.
Streng sproglig nøjagtighed prægede ikke hans oversættelser. Det kom ikke an på at "Bogstav fortolkede Bogstav, men Aand Aand". Han valgte gerne forældede ord hvis de syntes mere kernefulde, mere shakespeare'ske end nyere former. Der var ofte en dramatisk spændkraft i sætningerne som røbede skuespilleren. Den næste Shakespeareoversætter i Danmark Edvard Lembcke, byggede i høj grad sin version på Foersoms.
Peter Foersom var den første til at afprøve en sidenhen populær form, idet han 23. april 1809 på Hofteatret (nu Teatermuseet) afholdt den første oplæsningsaften på dansk, det såkaldte Deklamatorium. Denne ide, som rimeligvis var en efterligning af den engelske skuespiller Mrs. Siddons' "readings", blev overtaget af andre kunstnere og blev en stor succes i mange varianter som "aftenunderholdning".
Han er begravet på Assistens Kirkegård.
Han er tegnet af Wilhelm Heuer (1810, Teatermuseet i Hofteatret), stukket af samme 1818, gengivet i stik 1824 og træsnit 1865. Maleri (Teatermuseet) Foersom som grev Gert er stukket Gerhard Ludvig Lahde 1826, efter tegning af C.V. Bruun.

## Andre udgivelser
- to hæfter af tidsskriftet Theone (1805 sammen med Rahbek)
- adskillige bidrag i blade og tidsskrifter
- Læsning for Yndere og Dyrkere af Skuespilkonsten (1812)
- oversættelser af andre digtere end Shakespeare
- Poetisk Lommebog (1813)
- Læsebog for Døttreskoler I-II (1813)
- Anekdotesamleren (1812)
- Om Samlinger af danske Landskabsord (udg. af Christian Molbech 1820)
- 2 bind digte med biografi (udgivet af N.E. Øllgaard 1818)